# پالمر (ویسکانسین)
پالمر (به انگلیسی: Palmer) یک منطقهٔ مسکونی در ایالات متحده آمریکا است که در شهرستان سنت کریکس، ویسکانسین واقع شده‌است. پالمر ۳۲۳٫۰۹ متر بالاتر از سطح دریا واقع شده‌است.